# Мао Їцзюнь
Мао Їцзюнь (кит.: 毛毅军, нар. 28 грудня 1970, Шанхай) — китайський футболіст, що грав на позиції захисника за клуб «Шанхай Шеньхуа», а також національну збірну Китаю.. По завершенні ігрової кар'єри — тренер.

## Клубна кар'єра
У дорослому футболі дебютував 1992 року виступами за команду «Шанхай Шеньхуа», кольори якої і захищав протягом наступних одинадцяти років. За цей період встиг вибороти звання чемпіону і володаря Кубка Китаю. 

## Виступи за збірну
1997 року у складі національної збірної Китаю провів 9 матчів і забив один гол.

## Кар'єра тренера
Завершивши виступи на футбольному полі, залишився у структурі «Шанхай Шеньхуа», увійшовши до тренерського штабу команди. У березні 2004 року виконував обов'язки головного тренера команди. 2009 року перейшов до структири «Ханчжоу Грінтаун», де був помічником головного тренера.
Влітку 2012 року повернувся до тренерського штабу «Шанхай Шеньхуа», протягом частини 2021 року знову виконував обов'язки його очільника.

## Титули і досягнення
- Чемпіон Китаю (1):

«Шанхай Шеньхуа»: 1998
- Володар Кубка Китаю (1):

«Шанхай Шеньхуа»: 1993
- Володар Суперкубка Китаю (2):

«Шанхай Шеньхуа»: 1998, 2001